# ファイナルファンタジー エクスプローラーズ
『ファイナルファンタジー エクスプローラーズ』（FINAL FANTASY EXPLORERS、略称: FFEX）は、スクウェア・エニックスより2014年12月18日に発売されたニンテンドー3DS専用ゲームソフト。

## 概要
『ファイナルファンタジーシリーズ』の新規カテゴリタイトルで、ジャンルは『モンスターハンター』シリーズなどに代表される、ハンティングスタイルの3DアクションRPGとなる。ニンテンドー3DSの通信機能により最大4人でのマルチプレイが可能（Wi-Fi・ローカル通信）。
「アモステラ」と呼ばれる島を舞台にクリスタルを求め未開の地に分け入る「エクスプローラー」達の戦いと冒険を描くという内容。「マルチプレイヤーによる協力プレイ」「アビリティの組み合わせによる多彩なアクション」「召喚獣との派手なバトル」などをアピールポイントとしている。
制作スタッフはニンテンドーDS版『サガシリーズ』や『ファイナルファンタジー・クリスタルクロニクルシリーズ』などに携わったメンバーが中心となっている。
2017年に続編となるスマートフォン用ゲームアプリ『ファイナルファンタジー エクスプローラーズ フォース』(FINAL FANTASY EXPLORERS-FORCE)を発表、2018年3月20日から2019年2月19日まで運営された。

## システム
キャラクターメイキング
本作ではプレイヤーキャラクターには設定上の個性を持たせないアバター制を採用。ゲーム開始時に性別や外見、ボイスを設定する。名前以外は後から変更可能。性別変更のみギル（ゲーム内の通貨）を消費する。
ジョブチェンジ
ジョブを任意に変更できるシリーズ定番のシステム。基本的には適正試験のクエストをクリアすると新たなジョブが解放されるが、特殊な条件によって解放されるジョブも存在する。ある条件を満たすと各ジョブ専用のマスター試練クエストを受けることができ、クリアするとそのジョブのHPなどが強化される。
キャラクター育成
本作のプレイヤーキャラクターにはレベルによる成長の要素は存在せず、キャラクター育成は装備品の生産・強化とアビリティの習得・ブースト付与で賄われる。（プレイ歴の目安としてELV（エクスプローラーレベル）が存在するがパラメーターには一切影響しない）
クエスト
基本的にプレイヤーはギルドの受付でメインクエストを受注して冒険に出発する。メインクエストの難易度（ランク）は☆マークの数で表され、星が多いほど敵は強くなり入手アイテムも珍しいものが手に入る。
メインクエストには「制限時間短縮」「敵の強さ+100%」などのオプションを４つまで付け加える事が出来、入手アイテムに影響する。
メインクエストを受注せずに出発した場合は島を自由に探索する「フリークエスト」になる。フリークエストのランクは解放済みのメインクエストに合わせて変化する。
装備品の生産、強化
一般的なハンティングアクションと同様に、フィールドやクエストの報酬として入手した素材を使用して装備品を生産、強化する。素材とは別に生産にはギル、強化にはCPが必要。攻撃力などのパラメーターを伸ばす強化と、特殊な支援効果を追加する強化がある。追加できる支援効果は一つで別のものを付加すると上書きされる。
強化について
パラメーター強化の上限は装備元来の支援効果に合わせ上下しているものもあるが、基本的には武器系統毎に同じであり初期装備と終盤装備のような入手時期による差はなく最大まで強化すれば初期装備も終盤装備も数値は変わらなくなる。ただし基本値が低ければ上限までにより多くの素材とCPが必要になり、変更できない元来の支援効果による性能差もある。
防具は鎧・服・ローブ（・盾）の系統があり、頭・胴体・下半身（・左手）の部位に装備する。パラメーター強化の上限は、いくつかのパターンはあるものの同じパターンであれば武器と同様に初期装備でも終盤装備と上限は変わらない。ただし各種耐性などは基本性能の変更はできないので防具毎の差はある。
モンスター生成
「モンスター研究所」と呼ばれる施設では、モンスターを倒すと稀に得られるアイテム「魂石」からモンスターを生成できる。生成したモンスターはパーティメンバーとして冒険に同行させることが可能で、戦いの中でレベルが上がって強くなっていく。最大3体まで連れていけるがモンスターにはコストがあり、最大コストを超える編成はできない。また生成されたモンスターの能力には個体差があり、同種のモンスターでもステータスの伸びやすさが異なり、プレイヤーの指示によって技を出すコマンダーアクションで使用する特技も異なる。

### バトルシステム
基本システム
各ボタンにアビリティを振り分けて戦闘時にリアルタイムで発動させる。アビリティごとにチャージゲージがあり、一度使用したアビリティはゲージが満たされるまで再使用できない。また魔法アビリティは使用すると詠唱ゲージが表示され、ゲージが満たされてから発動するため若干のタイムラグがある。
アビリティはL・RのどちらかのボタンとX・Y・A・Bのいずれかボタンとの同時押しで使用するため、セットできるのは最大8種。
アビリティ
アビリティにはジョブ間で取り回しが可能な汎用アビリティと各ジョブ専用の「ユニークアビリティ」、ジョブ毎に固定で自動で効果を発揮し続ける「デフォルトアビリティ」がある。
また汎用アビリティには武器種毎のアビリティと、武器と関係なくセットできる魔法アビリティがある。
ユニーク以外のアビリティにはコストが設定されており、ジョブ毎に設定されたコストの上限によってセットできるものが制限されている。装備によっては上限を引き上げられるが、装備の交換などで上限が現在のコストを下回ると「コストオーバー」となりクエストに出発できない。
なおジョブ毎に設定された「得意なアビリティ」に該当するアビリティならばセットするためのコストが減少する。
逆に武器による制限を除けば、コスト内であれば本来向いていないアビリティをセットする事も可能である。
本作の特長的な要素として、後述する「オリジナルアビリティ」システムがある。
トランス
「トランスゲージ」を最大値にすることで使用可能になるパワーアップシステム。
召喚獣の力を借りるものと、後述するレジェンドキャラクターに変身するものの2種に大別され、使用にはそれぞれに対応した「魔石」を装備する必要がある。トランス中は魔石ごとに決まったステータスが上昇する。使用するとトランスゲージが減少しはじめ、０になるとトランスは解除される。
レジェンドキャラクター
歴代FFシリーズのキャラクターに変身して戦うシステム。
レゾナンス
アビリティが対象に効果を及ぼすことで数値が加算され、数値が高くなるほどアビリティの効果が上昇する。ただし空振りなどヒットしなかった場合は数値は増えず、数値は時間とともに減少する。
マルチプレイの場合、レゾナンスはプレイヤー全員で共有される。
クリスタルドライブ
略称はCD。「レゾナンス」が高まることで使用可能になるシステムで、使用したクリスタルドライブによって通常攻撃やアビリティに特殊な効果が付与されたり、能力の向上を得られたりする。
CDには多くの種類があり、発動できるCDは特殊なものを除きランダムでリストに出現し、レゾナンスが高いほど一度に表示されるCDは増える（最大4つ）。レゾナンスを数回加算するかアイテム「オラクル」の使用で発動できるCDは更新される。
この効果は一部を除きエリア内の敵味方全体に影響を及ぼすため、使用する状況と種類を誤ると味方を窮地に陥れる事もある。
またオリジナルアビリティの発生にも関連する。
通常のDCはマルチプレイの場合は発動者とは別のプレイヤーが「応援」する事でLVを上げられる。
トランス専用クリスタルドライブ
トランス中にのみ使用可能になる強力なクリスタルドライブ。召喚獣タイプはその召喚獣の、レジェンドタイプは変身したキャラクターに由来した必殺技を発動させる。召喚獣タイプのみ「応援」が可能。
天変地異
特定のエリアでのみ出現するクリスタルドライブ。
エリアの環境や天候に変動を引き起こす。
召喚
特定の条件でのみ出現するクリスタルドライブでレアなモンスターを呼び出す。
従来のシリーズと違い呼び出したモンスターは敵であり主に素材の入手のために使う。
オリジナルアビリティ
CDの効果時間内にそのCDに対応したアビリティを使用すると確率で特殊効果が付与されたアビリティが発生し、街のセントラルクリスタルで習得することで通常とは違う性能のアビリティを得られる。これを繰り返す事で独自のアビリティに育ててゆける。
付与できる効果は最大で8種／16回まで。
部位破壊
召喚獣には各々カメラでロックできる部位が数ヶ所ある。特定の部位を攻撃し続けると破壊することができ、破壊すると素材アイテムがドロップしてその部位が弱点になる。また一部の攻撃の範囲が小さくなったり破壊した部位にならば状態異常が効くようになったりなど弱体化する。
魔石化
召喚獣のHPを残り僅かにするとクリスタルドライブに「魔石化」が出現するようになる。クリスタルドライブ「魔石化」を成功させるとトドメとなりその召喚獣の魔石を入手できる。魔石化すると普通に討伐した場合に出るドロップアイテムが出なかったりランクが下がったりするため、素材が欲しい場合は注意が要る。

### ジョブ

#### ジョブの分類
公式においては、主にマルチプレイにおける役割指標として各ジョブを以下の4つの系統に分類している。
ただしあくまで向き・不向きの指標であり、装備やアビリティの構成によっては「暗黒騎士のヒーラー」なども不可能ではない。
アタッカー
モンスターへ直接的なダメージを与える攻撃役。
タンク
モンスターのヘイト（敵対心）を集め、攻撃を引きつける盾・囮役。
ヒーラー
味方のダメージや状態異常を治療する回復役。
バッファー
味方への補助や敵への妨害を行い冒険を有利に運ぶサポート役。

#### ジョブ一覧
すっぴん
どのジョブにも就いていない状態。突出したステータスは無いが、各ジョブ専用装備以外の全ての装備品を装備できる。
アビリティをセットするためのコストの上限が最も高く、カスタマイズ次第でどの役割もそつなくこなせる。マスターするための条件が特殊で他のジョブのような試練クエストが無い。
ナイト
物理防御力が最も高く、敵の攻撃を引き付けることが得意なタンク向きのジョブ。
長剣が得意で重盾が装備可能。HPや物理防御力が高く、得意とする長剣アビリティの「ディフレクト」は防御アビリティとしてゲーム中随一の性能のため初心者にも扱いやすい。
モンク
格闘技による連続攻撃を得意とした近接アタッカー向きジョブ。
敵の攻撃にひるみにくい。
狩人
弓を得意とする遠距離アタッカー兼バッファー向きジョブ。
遠距離武器の射程が伸びる特性を持ち、ユニークアビリティでクリティカル率を上昇させられる。
忍者
機動力に長けた近接アタッカー兼タンク向きジョブ。
ダッシュによるAP消費が小さく、忍刀と刀を得意とする。また最初から二刀流が可能。ユニークアビリティ「空蝉」はほとんどの攻撃を回避できる。
竜騎士
HPの多さと機動力の高さを併せ持ち、槍やジャンプを使用したリーチの長い攻撃が特徴の中・近距離アタッカー向きジョブ。
敵からHP・MPを吸収するジョブ特性を持つ。シリーズの通例通り「ジャンプ」中は敵の攻撃が当たらない。
暗黒騎士
HPを犠牲に一撃の破壊力を重視した近接アタッカー向きジョブ。
ユニークアビリティ「暗黒」は敵から攻撃力・防御力を吸収する。斧・鎌が得意。
パラディン
物理・魔法の両防御力をバランス良くもったタンク向きジョブ。
ユニークアビリティ「かばう」は範囲内の攻撃を無効化して味方を守る。
侍
力が全ジョブ一高く、刀と弓という遠近両方の武器を扱うアタッカー向きジョブ。
2015年1月15日から無料配信されている適正試験クエストをクリアすることで使用可能となる。
白魔道士
様々な回復魔法を扱うヒーラー向きジョブ。白魔法を得意とする。
回復魔法を強化する特性を持つ。
黒魔道士
黒魔法を操り、範囲・属性攻撃に長けた遠距離アタッカー向きジョブ。
ユニークアビリティ「バリア」で最大APと同値までのダメージを防げる。
時魔道士
主に補助効果を持つ時魔法で味方を援護するバッファー向きジョブ。
「クエイク」「メテオ」などの攻撃魔法も得意。
賢者
様々な種類の上位魔法を得意とするジョブ。「精神統一」で魔法の威力を上げられる。
赤魔道士
物理と中位までの魔法をバランスよく使用できるジョブ。AP残量に反比例してアビリティの威力が上昇するジョブ特性を持つ。
ユニークアビリティは詠唱を省略できる「連続魔」。
青魔道士
敵の技をラーニングして青魔法として習得できる。2014年12月25日から配信開始された青魔道士適正試験のクエストをクリアすることで使用可能になる。
固有アビリティは構えている間に受けた攻撃を一度だけ無効化して自分の能力を向上させる「反撃の狼煙」。
シーフ
機動力に長けたアタッカー兼バッファー向きジョブ。アイテムを盗んだり、レアアイテムの入手確率が上がるなどアイテム収集が得意。
得意武器は短剣と槍。
風水師
トラップなどによる状態異常攻撃が得意なバッファー向きジョブで、足元の地形によって能力が上昇する。
棍棒やベルを得意とする唯一のジョブでもある。
錬金術士
アイテムの扱いに長けたバッファー兼ヒーラー向きジョブ。得意な武器は銃。
固有アビリティの効果中はアイテムを消費せずに使用できる。
吟遊詩人
楽器を主な武器とし、「歌」で味方をサポートするバッファー向きジョブ。回復魔法も得意。
魔獣使い
攻撃面では暗黒騎士に近いタイプの近接アタッカー向きジョブ。
同行モンスターのステータスを上げる特性を持ち、固有アビリティは高確率で「魂石」をドロップさせる。
機工士
銃や重火器を得意とする遠距離アタッカー向きジョブ。
アビリティコストの上限がすっぴんに次いで高いためにカスタマイズの幅が広い。

## 登場人物
スラマ
島に向かっていた飛空艇がバハムートに襲われて墜落し、災難にあったプレイヤーを助けてくれた人物。美貌の持ち主だが他のエクスプローラーの話によれば男性。その正体は、召喚獣アマテラスの人間態。
シド
エクスプローラーユニオンのリベルタス支部長として島の探索を取り仕切っている引退した伝説のエクスプローラー。
マリー
ユニオンのクエスト受付嬢。
ミカ
道具屋のカンバン娘。
ディレット
いつも街の入り口にいて操作方法などを教えてくれる（おそらく）先輩エクスプローラー。
アルダー
フリーのエクスプローラー。ライバル。
ロザリア
リベルタスの飛空艇を管理しているエクスプローラー。
グラウザー
ガルティア帝国から来た全身鎧の男性。
フィエリテ
正教騎士団の騎士。
クレア
リリウム王国の魔導士。
シオン
ケアスラ国のエクスプローラー。
クレメウス
教団から派遣されてきた司祭。
ソフィア
フリーのエクスプローラー。クリスタルと召喚獣の関係について憂う。
ベアトリーチェ
フリーのエクスプローラー。よく主人公に飲み代をたかる。
ソルティス
フリーのエクスプローラー。終末思想を嬉々として語る。
ビッグス、ウェッジ
モグロー
モーグリ族の行商人。

## 召喚獣
イフリート
シヴァ
ラムウ
ドリュアス
フェニックス
ディアボロス
フェンリル
アレクサンダー
アマテラス
リヴァイアサン
バハムート
オーディン
神獣

## 設定・世界観
クリスタル
星のエネルギーが流れる鉱石。『FFEX』世界におけるあらゆるエネルギーの根源であり、人間の文明発展の原動力にもなった。
エクスプローラー
クリスタル収集を生業とする冒険者の総称。プレイヤーもエクスプローラーの一人。
クリスタライザー
エクスプローラーの必需品で、クリスタルの力を引き出しアビリティやCDの発動を可能にする。
冒険の内容を記録蓄積しアビリティブーストを発生させたりなどもするが、言い換えればクリスタライザーを失ったエクスプローラーはすべての能力を失う。
エクスプローラーズユニオン
エクスプローラーを束ねる組織で、エクスプローラーはみなここに登録しているという。
エクスプローラーへのクリスタライザーの供与や、適性試験を実施してジョブの解放許可などを行う。
またRJDP社と共同でクリスタライザーの研究を行い、エクスプローラーからのデータを元にしたアップデート開発なども行っている。
召喚獣
クリスタルと自然界の守護者。
従来作のプレイヤーに使役される存在ではなく、プレイヤーと対峙する強敵として登場する。
障壁
島を分断し移動を妨げているエネルギーの壁。クエストを進めることで少しずつ消滅してゆく。

### 地名
アモステラ
地殻変動によって誕生した新島。膨大な量のクリスタルを秘めているため各国の調査隊が派遣されており、フリーのエクスプローラーも多く訪れる。
リベルタス
プレイヤーのホームタウン（拠点）となる集落。
レジ大平原
リベルタスから近い広大なフィールド。
ロアテスの浮島
召喚獣イフリートが守護する、マグマに覆われた火山地帯。
ティンズ海岸
レジ大平原より西に広がる海岸。
ティンズ湖
召喚獣シヴァが守護する氷結した湖の洞窟。
トラビ真海洞
召喚獣リヴァイアサンが守護する海底洞窟。ティンズ海岸で天変地異を起こすことで入れる。
ヒルージ湖
アモステラの西の湖。
フォスタ花園
召喚獣ドリュアスが守護する花園。名前とは裏腹に花はあまり咲いていない。
デビス高原
各エリアへの中継フィールドとなる高原地帯。
ディルアントニの崖
召喚獣ラムウが守護する、雷鳴が轟く断崖絶壁の山岳地帯。
ヒバト山頂
召喚獣フェニックスが守護する、ヒバト火山の山頂。
シージェ空洞
召喚獣ディアボロスが守護する、真っ暗闇の洞窟。
マクソンの大滝
召喚獣フェンリルが守護する、マクソン森林の深部に位置する大瀑布。
ウォル神樹
召喚獣アレクサンダーが守護する巨木。
アルハ湿原
毒の沼が広がる湿地帯。
ジャメニル山
召喚獣バハムートが守護する山。吹雪で視界が悪いが天変地異を起こすことで溶岩が流れ吹雪が止む。
ポージョの森
召喚獣オーディンが守護する飛空艇の墓場。
沈没飛空艇ダニグラン
召喚獣アマテラスが守護する難破した飛空艇。
ラプンソン砂漠
様々なアイテムが入手可能な採集エリアの一つ。
ミラ砂丘
広大な砂漠。天変地異で砂嵐を発動でき、中に入ることもできる。
グランドクリスタル
アモステラの中心部、ポージョ空洞にそびえ立つ巨大なクリスタル。特定のクエストでしか入ることができない。

## プロモーション
「FINAL FANTASY III オニオンナイト装備」4点セット
初回購入特典。同名装備を入手できるDLCシナリオのシリアルコードが同梱。
3DS版「FINAL FANTASY」
初回購入特典（パッケージ版のみ）。初代『ファイナルファンタジー』3DS移植版のダウンロードコードを封入。
FINAL FANTASY EXPLORERS -ULTIMATE BOX-
e-STORE限定販売の数量限定ボックス。3DS本体用ハードカバー、サウンドトラック、アートブックなどを同梱。
FINAL FANTASY EXPLORERS Light
2014年11月14日配信開始。ゲーム序盤部分を収録した実質的な体験版となる先行無料配信版で、セーブデータの一部は製品版へ引き継ぎ可能としている。
ローソン冬の大型キャンペーン
ローソン購入特典としてコラボクエスト「ローソンクエスト 伝説の秘宝」のシリアルコードを添付。報酬の素材でコラボ武器・チョコボハンマーを制作できた。また予約や会計の際にはレジが勝利のファンファーレを鳴らす演出があった。

## スタッフ
- プロジェクトマネージャー：安倍貴博
- プロデューサー：三浦宏之
- ディレクター：橋本厚志
- キャラクターデザイン：板鼻利幸・小林元
- コンポーザー：関戸剛

## 攻略本
- ファイナルファンタジー エクスプローラーズ 召喚獣超撃破ガイド ISBN 978-4-08-779701-5